# Storia della Nigeria

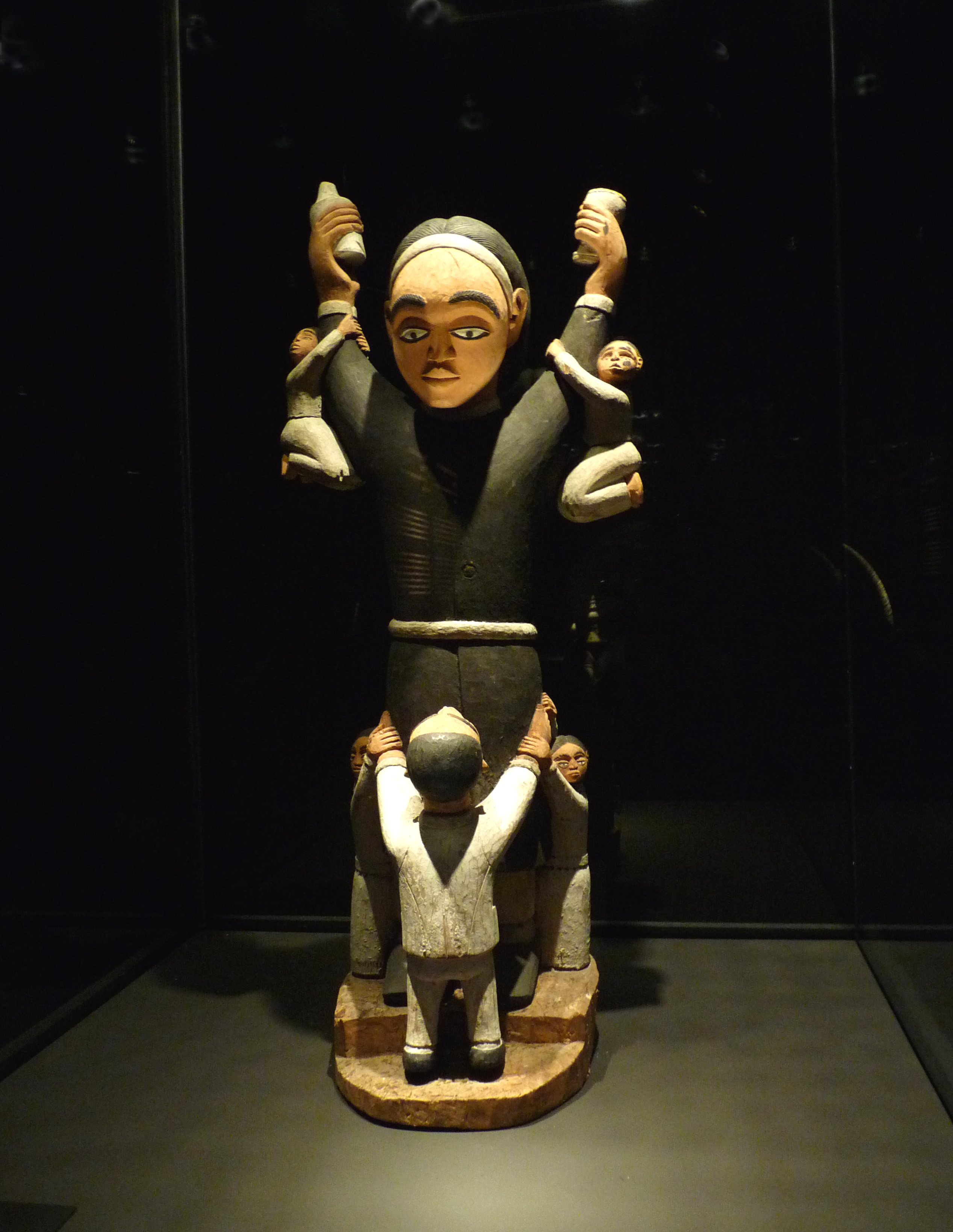
Monaco nigeriano, Museo antropologico di Berlino

## Periodo precoloniale

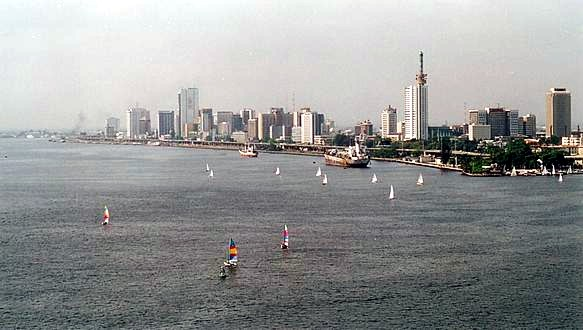
Città di Lagos, la più popolosa e importante città della Nigeria.

La storia della Nigeria ebbe inizio molto prima dell'epoca coloniale. In realtà, prima di tale epoca bisognerebbe distinguere una storia del nord della Nigeria (più arido, con un importante ruolo della pastorizia, presto islamizzato) e una storia del centro-sud (forestale e ricco d'acqua, storicamente legato alle regioni costiere limitrofe, oggi almeno in parte cristianizzato).
Le prime presenze preistoriche risalgono almeno al 1200 a.C. (Iho Eleru, nello stato meridionale di Ondo).
Tra il X e il II secolo a.C. nel territorio ora compreso nello stato di Plateau la civiltà di Nok lavorava il ferro e produsse sofisticate sculture in terracotta. Intorno alle città settentrionali di Kano e Katsina, la presenza dell'uomo è documentata a partire dal I millennio a.C. Nei secoli che seguirono i regni hausa e l'impero Bornu vicino al Lago Ciad prosperarono in quanto importanti crocevia dei commerci nord-sud tra i Berberi del Nord Africa e le popolazioni delle foreste, che scambiavano schiavi, avorio e noci di kola per sale, perline di vetro, corallo, vestiti, armi, barre di ottone e conchiglie dette cauri, usate come moneta.
Nel sud-ovest, il regno Yoruba di Oyo fu fondato attorno al 1400, ed ebbe il suo momento di massima importanza tra il XVII e il XIX secolo, raggiungendo un alto livello di organizzazione politica e una notevole estensione, arrivando a comprendere territori che arrivavano fino al moderno Togo. Nella parte centrale del sud dell'odierna Nigeria, attorno al XV e XVI secolo, il Regno del Benin aveva sviluppato un esercito efficiente, un elaborato cerimoniale di corte ed un artigianato i cui lavori in avorio, legno, bronzo ed ottone sono apprezzati a livello mondiale ancora oggi.
Tra il XVII e il XIX secolo, gli esploratori e commercianti europei fondarono città portuali per accrescere la tratta degli schiavi destinati alle Americhe. Il commercio di beni, in particolar modo olio di palma e legname, rimpiazzarono la tratta degli schiavi durante il XIX secolo, in particolare grazie alle azioni antischiavismo della Marina Britannica. All'inizio del XIX secolo, Usman dan Fodio a capo dei Fulani raccolse gran parte del nord sotto il debole controllo di un Impero Fulani islamico che aveva il proprio centro a Sokoto.

## Una sfera di influenza inglese
A seguito delle guerre napoleoniche, i britannici diedero forte espansione al commercio con i territori posti all'interno della Nigeria. Nel 1885 le rivendicazioni britanniche riguardo ad una propria sfera di influenza in quell'area ricevettero riconoscimento internazionale e l'anno seguente venne creata la Royal Niger Company. Nel 1900 i territori della Compagnia finirono sotto il controllo del Governo Britannico, che si muoveva per consolidare il proprio controllo sull'area della moderna Nigeria. Il 1º gennaio 1901 la Nigeria divenne un protettorato del Regno Unito.
Nel 1914 l'area venne definitivamente annessa come "Colonia e protettorato della Nigeria". Dal punto di vista amministrativo, la Nigeria rimaneva divisa nelle province del nord e del sud, e nella colonia di Lagos. Un'educazione di tipo occidentale e lo sviluppo di una struttura economica moderna procedettero più rapidamente al sud che al nord, il che portò a conseguenze che pesano ancor oggi nella vita politica della Nigeria. In risposta al crescente nazionalismo nigeriano e alle conseguenti richieste di indipendenza che seguirono la fine della seconda guerra mondiale, i britannici guidarono la colonia verso l'autogoverno su base rappresentativa e federale tramite l'approvazione di successive costituzioni.

## Indipendenza

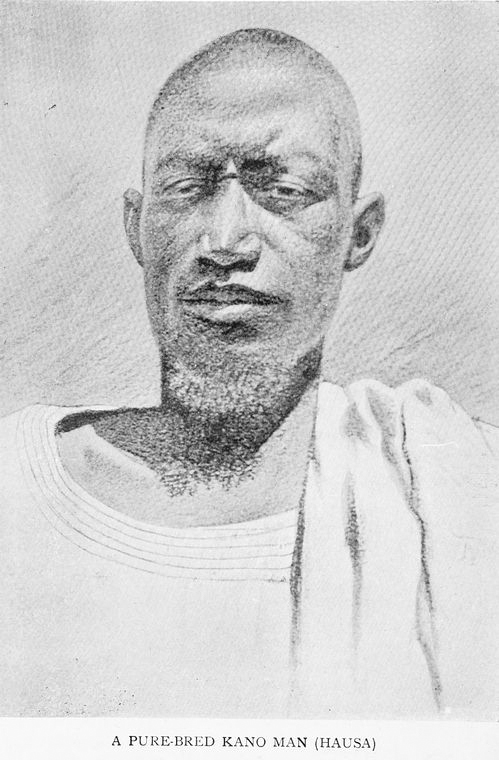
Uomo di etnia Hausa, 1902

Alla Nigeria fu riconosciuta la piena indipendenza nel 1º ottobre del 1960, come federazione di tre regioni (settentrionale, occidentale ed orientale) guidata da una costituzione che prevedeva una forma di governo di tipo parlamentare. La costituzione garantiva inoltre a ognuna delle tre regioni una misura sostanziale di autogoverno. Al governo federale vennero dati poteri esclusivi per quanto riguardava la difesa e la sicurezza, i rapporti internazionali, e le politiche commerciali e fiscali. I partiti politici che si andavano costituendo riflettevano la divisione del paese nelle tre principali etnie.
L'NPC, (Nigerian people's Congress), rappresentava gli interessi dei conservatori, musulmani hausa, e aveva il predominio nella regione settentrionale. L'NCNC (National Convention of Nigerian Citizens), era dominato dagli igbo e dai cristiani, e aveva il proprio centro di potere nella regione orientale, mentre l'AG (Action Group) era un partito collocabile alla sinistra dello spettro politico che controllava l'ovest Yoruba. Il primo governo nazionale post-coloniale venne formato da un'alleanza conservatrice tra il NCNC e il NPC, e Sir Abubakar Tafawa Balewa, di etnia Hausa, divenne il 1º Primo ministro della Nigeria indipendente. L'AG dominato dagli Yoruba rimase all'opposizione, guidato dal suo leader carismatico, Chief Obafemi Awolowo

## La Prima Repubblica
Nell'ottobre 1963, la Nigeria modificò le proprie relazioni con il Regno Unito proclamandosi Repubblica Federale. Nnamdi Azikiwe, l'ultimo Governatore Generale, divenne il primo Presidente del paese. Nello stesso anno venne istituita una quarta regione, il centro-ovest. Fin dall'inizio, le tensioni etniche, regionali e religiose vennero fomentate dalle significative differenze nello sviluppo economico e di sistema educativo tra nord e sud. L'AG venne spodestato dal potere nella regione occidentale dal Governo Federale, ed un nuovo partito Yoruba, conservatore e filogovernativo, l'NNDP, prese il controllo della regione. Poco dopo, il capo del partito di opposizione AG, Chief Obafemi Awolowo, fu imprigionato per un'accusa di tradimento, la cui infondatezza sarà in seguito provata.
Le elezioni nazionali del 1965 produssero un sostanzioso riallineamento delle forze politiche e un risultato contraddittorio e contestato che portò il paese sull'orlo della guerra civile. Il partito dominante, l'NPC con base nella parte settentrionale del paese, creò un'alleanza conservatrice con il nuovo NNDP Yoruba, lasciando che il partito Igbo NCNC si alleasse con ciò che rimaneva dell'AG (Action Group) in uno schieramento progressista. Durante le operazioni di voto, furono denunciati estesi brogli elettorali. Le maggiori sommosse ebbero luogo nell'ovest Yoruba, dove gli abitanti che parteggiavano in stragrande maggioranza per l'AG scoprirono di avere apparentemente eletto rappresentanti del NNDP filogovernativi. Da principio fu minacciata una crisi costituzionale, poiché il Presidente Azikiwe si rifiutava di accettare il risultato elettorale.
Il 15 gennaio 1966, un piccolo gruppo di ufficiali dell'esercito, in maggioranza Igbo del sud, rovesciò il governo dell'NPC-NNDP e assassinò il primo ministro del governo federale e i governatori delle regioni settentrionale ed occidentale. Il governo militare federale che assunse il potere sotto la guida del generale Aguyi Ironsi, mancò della capacità di smorzare le tensioni etniche e di produrre una costituzione che fosse accettabile per le varie anime del paese. In sostanza, gli sforzi di abolire la struttura federale accesero ancora di più le tensioni e portarono in luglio ad un nuovo colpo di Stato messo, questa volta, in atto da ufficiali in larga parte di provenienza settentrionale. Questo secondo golpe stabilì la leadership del Maggiore Generale Yakubu Gowon. Il conseguente massacro di migliaia di cittadini di etnia igbo nel nord del paese spinse centinaia di migliaia di loro a tornare nel sud-est, dove emersero e presero sempre più forza sentimenti e progetti secessionistici da parte dell'etnia igbo.
Con una mossa che diede maggior autonomia ai gruppi etnici minoritari, il governo militare divise le quattro regioni in 12 stati. Gli Igbo rigettarono i tentativi di revisione costituzionale e chiesero invece una completa autonomia per la parte orientale del paese. Infine il 29 maggio del 1967, il luogotenente colonnello Emeka Ojukwu, governatore militare della regione orientale che si era messo a capo del movimento secessionista Igbo, dichiarò l'indipendenza della regione orientale con il nome di "Repubblica del Biafra". La conseguente Guerra civile in Nigeria fu molto aspra e sanguinosa, e terminò con la sconfitta del Biafra nel 1970.
Finita la guerra civile, la riconciliazione fu rapida e tangibile, e grazie anche a ciò il paese imboccò la strada dello sviluppo economico. Gli attivi della bilancia commerciale e le entrate governative aumentarono in maniera sostanziale grazie alla crescita del prezzo del petrolio degli anni 1973-1974. Il 29 luglio del 1975, il generale Murtala Ramat Mohammed e un gruppo di ufficiali suoi seguaci fecero un golpe senza spargimento di sangue, accusando il governo militare del generale Yakubu Gowon di ritardare il promesso ritorno al governo civile, e di essere diventato corrotto e inefficiente. Il generale Muhammed rimpiazzò migliaia di impiegati pubblici e annunciò per il 1º ottobre un programma per il ritorno al governo civile. Annunciò inoltre l'intenzione del governo di creare ulteriori nuovi stati e di costruire una nuova capitale federale, Abuja, al centro del paese.
Il generale Muhammed fu assassinato il 13 febbraio 1976, durante un tentativo fallito di colpo di Stato. Il capo del suo staff, il luogotenente generale Olusegun Obasanjo, divenne il nuovo capo di Stato. Obasanjo aderì meticolosamente al programma per il ritorno al governo civile, attuando contemporaneamente una modernizzazione delle forze armate e tentando di utilizzare le entrate date dalle esportazioni del petrolio per diversificare e sviluppare l'economia del paese. Nel 1976 vennero creati sette nuovi Stati, portando quindi il totale a 19. Il processo di creazione di nuovi Stati era destinato a continuare fino al 1996, portando il numero totale attuale a 36.

## La Seconda Repubblica

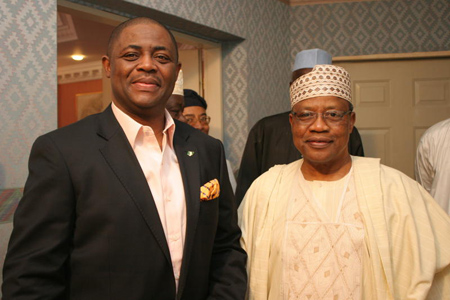
Femi Fani-Kayode (a sinistra) e Ibrahim Babangida (a destra)

Nel 1977 venne eletta un'assemblea costituente per disegnare una nuova costituzione, che fu pubblicata il 21 settembre del 1978, giorno in cui fu anche tolto il bando sulle attività politiche istituito dal governo militare. Si formarono nuovi partiti politici, e vennero presentati i candidati per le cariche di presidente e vicepresidente, per i seggi delle due camere dell'Assemblea nazionale, per le cariche di governatori degli stati e per i seggi delle assemblee statali. Nel 1979 cinque partiti politici presero parte alle competizioni elettorali che elessero presidente federale il settentrionale Alhaji Shehu Shagari del NPN. Tutti e cinque i partiti ebbero una rappresentanza nell'Assemblea Nazionale.
Nell'agosto del 1983, Shagari e il NPN riportarono una schiacciante vittoria con una maggioranza assoluta dei seggi nell'Assemblea Nazionale e il controllo del governo di dodici Stati. Ma le elezioni furono segnate da violenza e le accuse di estesi brogli elettorali portarono a battaglie legali sui risultati. Il 31 dicembre 1983 il potere militare fece cadere la Seconda Repubblica. Il maggior generale Muhammadu Buhari emerse come leader del Consiglio Militare Supremo (SMC), il nuovo corpo che governava il paese. Cambiò il governo civile con una cattiva gestione dell'economia, corruzione diffusa, frodi elettorali e una generale mancanza di attenzione verso i problemi dei cittadini.
Promise inoltre di riportare prosperità in Nigeria e affidare ai civili il controllo del governo, ma dimostrò di non riuscire ad affrontare i duri problemi economici della Nigeria. Il governo di Buhari fu rovesciato pacificamente dal terzo membro per importanza dell'SMC, il capo di Stato Maggiore dell'esercito, maggior generale Ibrahim Babangida, nell'agosto del 1985. Babangida denunciò gli abusi di potere, le violazioni dei diritti civili da parte di ufficiali di primo piano dell'SMC, e il fallimento del governo nell'affrontare la crisi economica che stava degenerando come giustificazioni per aver preso il potere. Già durante i primi giorni della sua permanenza al potere, il Presidente Babangida andò verso una restaurazione della libertà di stampa e il rilascio dei detenuti politici che venivano trattenuti senza motivo legale.
Tra le misure facenti parte di un piano economico di emergenza della durata prevista di 15 mesi, annunciò stringenti tagli agli stipendi per il settore militare, la polizia e i dipendenti pubblici in generale, e cercò di stimolare misure simili nel settore privato. Venne messo il bando sulle importazioni di riso, mais e successivamente anche di frumento. Il Presidente Babangida dimostrò il suo intento di incoraggiare la pubblica partecipazione nel processo decisionale del governo, aprendo un dibattito a livello nazionale sulle riforme economiche proposte e sulle misure per arrivare ad una ripresa. La risposta pubblica convinse Babangida della forte opposizione ad un pacchetto di misure economiche proposto che dipendeva da un prestito del Fondo Monetario Internazionale (FMI).

## Il fallimento della Terza Repubblica
Il Presidente Babangida promise di restituire il governo del paese ai civili nel 1990; questo limite fu successivamente posticipato al gennaio 1993. All'inizio del 1989, un'assemblea costituente completò il lavoro sul testo di una costituzione per la Terza Repubblica. Nella primavera del 1989 venne di nuovo permessa l'attività politica. Nell'ottobre dello stesso anno vennero fondati due partiti come base per la vita politica: il National Republican Convention (NRC), che doveva posizionarsi nella destra moderata, e il Social Democratic Party (SDP), partito di sinistra moderata. Non fu permessa dal governo di Babangida l'iscrizione di altri partiti.
Nell'aprile del 1990 degli ufficiali di medio rango tentarono di rovesciare il governo di Babangida. Il golpe fallì, e 69 cospiratori vennero successivamente giustiziati a seguito di un processo segreto davanti ai tribunali militari. La transizione riprese dopo il fallito golpe. Nel dicembre 1990 vennero tenute elezioni per i consigli di governo locali. Il cambio di regime procedeva lentamente, non ci furono episodi di violenza di rilievo ed entrambi i partiti riuscirono ad avere consensi in tutte le regioni del paese, con una prevalenza di vittorie dell'SPD per il controllo di consigli di governo locali.
Nel dicembre 1991 si tennero in tutto il paese elezioni legislative per i governi degli stati. Babangida decretò nello stesso mese che i politici precedentemente messi al bando dall'attività pubblica per ragioni di parte avrebbero potuto partecipare alle elezioni primarie previste per l'agosto del 1992. Queste, però, vennero cancellate a causa di frodi, ed anche la tornata elettorale prevista per settembre venne annullata. A tutti i candidati che si erano presentati fu impedito di ricandidarsi alla carica di presidente una volta che fosse stato messo a punto un nuovo meccanismo elettorale. Le elezioni presidenziali ebbero infine luogo il 12 giugno del 1993, con la previsione dell'effettivo passaggio di potere al nuovo presidente per il 27 agosto dello stesso anno, l'ottavo anniversario dell'arrivo al potere del presidente Babangida.
Nelle storiche elezioni presidenziali del 12 giugno 1993, che molti osservatori ritennero essere le elezioni più regolari della storia della Nigeria, le prime indicazioni di voto davano una netta vittoria al ricco uomo d'affari Yoruba M.K.O. Abiola. Il 23 giugno Babangida, usando a pretesto svariate azioni legali pendenti, annullò le elezioni portando la Nigeria al caos. Più di 100 persone vennero uccise nelle rivolte, prima che Babangida accettasse di passare il potere ad un "governo ad interim" il 27 agosto 1993. Babangida tentò quindi di rinnegare la sua decisione. Rimasto senza il supporto militare e popolare, fu costretto a lasciare il potere a Ernest Shonekan, un uomo di affari di primo piano considerato super partes. Shonekan avrebbe dovuto governare fino alle successive elezioni, programmate per il febbraio 1994. Nonostante avesse guidato il Consiglio di transizione di Babangida già dall'inizio del 1993, Shonekan non ebbe la capacità di invertire la tendenza dei sempre crescenti problemi economici del paese, o di limitare la tensione politica.

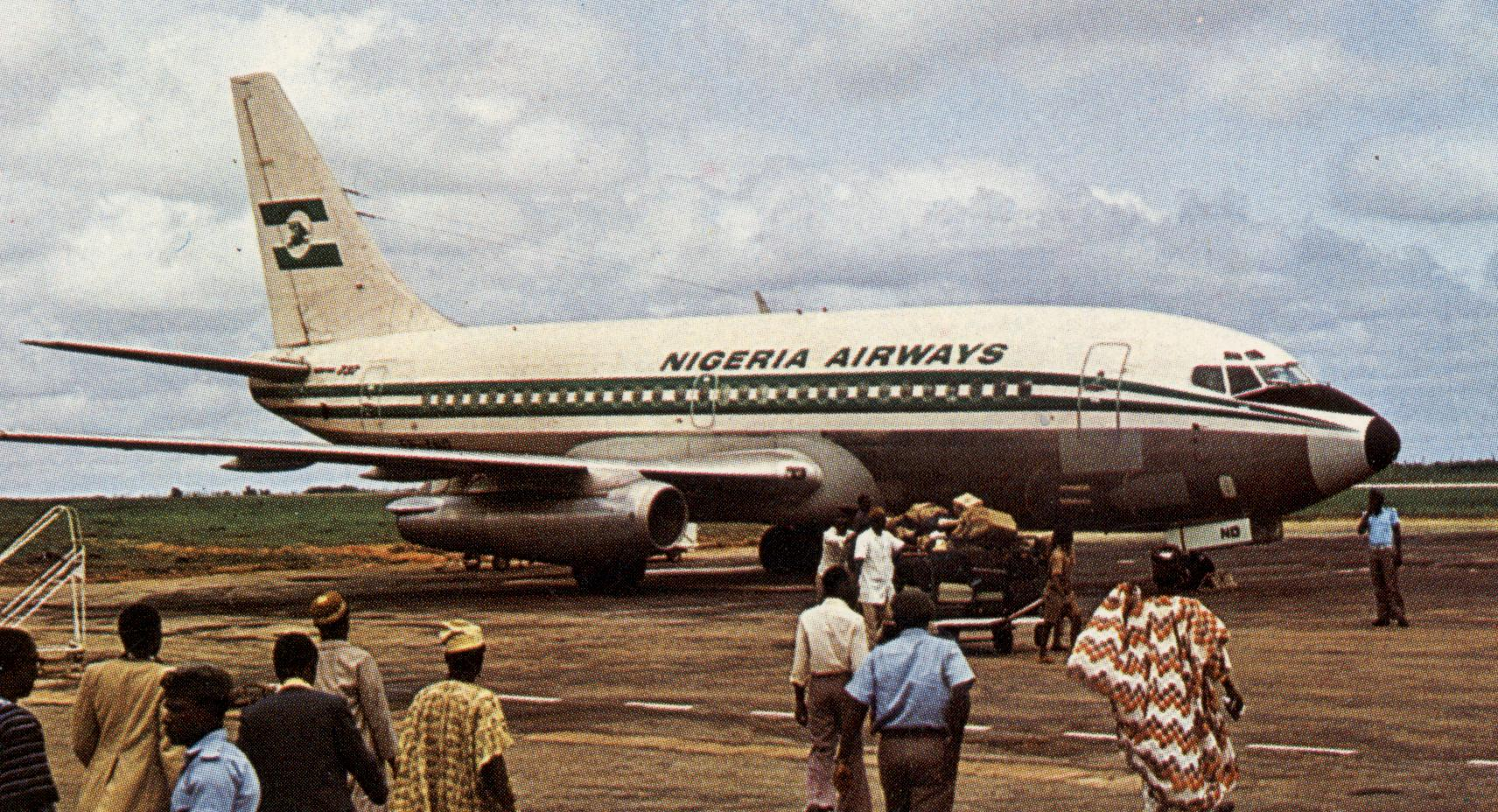
Un aereo di linea nigeriano modello Boeing 737, 1981

Mentre il paese scivolava lentamente verso il caos, il Ministro della Difesa Sani Abacha assunse rapidamente il potere e forzò le dimissioni di Shonekan il 17 novembre 1993. Abacha sciolse tutte le istituzioni politiche democratiche e rimpiazzò tutti i governatori eletti con ufficiali militari. Promise il ritorno del governo al controllo civile, ma si rifiutò sempre di stabilire un programma, fino al suo discorso per il giorno dell'indipendenza del 1º ottobre 1995.
A seguito dell'annullamento delle elezioni del 12 giugno gli Stati Uniti, seguiti da altre nazioni, imposero una serie di sanzioni alla Nigeria, tra le quali restrizioni ai movimenti degli ufficiali governativi e delle loro famiglie, e la sospensione delle vendite di armi e dell'assistenza militare. Ulteriori sanzioni vennero comminate in conseguenza della non chiara gestione da parte della Nigeria della lotta al traffico di droga. Inoltre, il 11 agosto 1993 i voli diretti tra la Nigeria e gli Stati Uniti vennero sospesi, poiché il responsabile dei trasporti dichiarò che l'aeroporto internazionale Murtala Mohammed di Lagos non soddisfaceva gli standard di sicurezza stabiliti dalla FAA. La FAA certificò la sicurezza dell'aeroporto nel dicembre 1999, riaprendo la possibilità di voli diretti verso gli aeroporti statunitensi.
Nonostante l'avvento al potere di Abacha fosse inizialmente visto positivamente da molti Nigeriani, il disincanto crebbe rapidamente. Molte figure dell'opposizione si unirono a formare una nuova organizzazione, la National Democratic Coalition (NADECO), che chiese l'immediato ritorno del potere ai civili. Il governo arrestò i membri del NADECO che tentarono di riunire il Senato e le altre istituzioni democratiche che erano state cancellate. La maggior parte dei nigeriani boicottò le elezioni tenute il 23-28 maggio 1994, per eleggere i delegati alla conferenza costituzionale sponsorizzata dal governo. L'11 giugno 1994, usando il lavoro di preparazione abbozzato dal NADECO, Abiola si autoproclamò presidente ed entrò in clandestinità. Ne riemerse e venne immediatamente arrestato il 23 giugno Con Abiola in prigione e gli umori in subbuglio, Abacha riunì il 27 giugno la Conferenza Costituzionale, che però andò quasi subito in vacanza e non si riunì fino all'11 giugno 1994.
Il 4 luglio un sindacato dei lavoratori del settore petrolifero indisse uno sciopero chiedendo ad Abacha di scarcerare Abiola ed affidargli il comando del paese. Altri sindacati si unirono nello sciopero che portò la vita economica dell'area intorno a Lagos e nel sud-ovest ad una situazione di stallo. Dopo avere annullato uno sciopero generale che era stato minacciato per luglio, il Nigeria Labor Congress (NLC) riconsiderò uno sciopero generale in agosto, dopo che il governo aveva imposto delle condizioni per il rilascio di Abiola. Il 17 agosto 1994 il governo destituì i capi dell'NLC e dei sindacati del settore petrolifero, mettendo al loro posto degli amministratori di nomina governativa, e arrestò Frank Kokori e altri leader dei lavoratori. Nonostante i sindacati che erano in sciopero fossero tornati al lavoro, il governo continuò ad arrestare gli oppositori, a chiudere gli organi di informazione e colpì duramente ogni tipo di opposizione.
Il governo denunciò all'inizio del 1995 che una quarantina tra ufficiali militari e civili erano implicati in un complotto finalizzato ad un golpe. Gli ufficiali di sicurezza accerchiarono rapidamente gli accusati, fra i quali il precedente capo di Stato Obasanjo e il suo braccio destro, il ritirato Generale Shehu Musa Yar'Adua. Dopo un processo segreto, la maggior parte degli accusati venne arrestata e vennero emesse varie condanne a morte. Il tribunale accusò, incarcerò ed emise sentenze di pena capitale nei confronti di attivisti per i diritti umani di primo piano, giornalisti e familiari degli accusati, tutti per sospette attività anti regime. In ottobre il governo annunciò che il Provisional Ruling Council (PRC) e Abacha avevano approvato la sentenza finale per coloro che erano imprigionati per l'accusa di complotto.
Alla fine del 1994 il governo istituì un Tribunale speciale per i disordini civili nella regione degli Ogoni per processare l'importante scrittore e attivista del Movimento per la Sopravvivenza del Popolo Ogoni Ken Saro-Wiwa e altre persone per l'accusa di avere assassinato quattro politici Ogoni di spicco nel maggio 1994. Saro-Wiwa e altre 14 persone si dichiararono innocenti dall'accusa di essere i mandanti degli omicidi. il 31 ottobre 1995 il tribunale condannò Saro-Wiwa e otto altre persone all'impiccagione. All'inizio di novembre Abacha e il PRC confermarono la sentenza capitale. L'esecuzione di Saro-Wiwa e degli otto coimputati ebbe luogo il 10 di novembre.
Il 1º ottobre 1995 in un discorso alla nazione, il Gen. Sani Abacha annunciò il programma per il ritorno al potere civile in tre anni. Solo cinque dei partiti politici che tentarono di essere iscritti furono accettati dal governo. Nelle elezioni locali tenute nel dicembre 1997, l'affluenza fu sotto al 10%. Quando nell'aprile 1998 si tennero le elezioni delle assemblee statali e per i governatori, tutti e cinque i partiti ammessi alle competizioni elettorali avevano indicato Abacha come proprio candidato alla presidenza attraverso assemblee di partito controverse. La reazione pubblica a questo nuovo sviluppo nel processo di transizione democratica fu l'apatia e un quasi totale boicottaggio delle elezioni.
Il 21 dicembre 1997, il governo annunciò l'arresto del secondo ufficiale militare del paese per rango, Luogotenente Generale Oladipo Diya, di 10 altri ufficiali, e otto civili con l'accusa di aver tentato un colpo di Stato. Successivamente, il governo arrestò un gran numero di altre persone che avrebbero avuto un ruolo nel tentativo di complotto e in aprile portò gli accusati davanti ad un tribunale militare che condannò Diya e altre otto persone alla pena capitale. Durante il regime di Abacha, il governo continuò a rinforzare la sua arbitraria autorità attraverso il sistema di sicurezza federale, l'esercito, i servizi di sicurezza statali e i tribunali.
Sotto la guida di Abacha, tutti gli apparati di sicurezza commisero seri abusi dei diritti umani. Dopo la presa del potere da parte di Abubakar e il consolidamento del supporto all'interno del PRC, gli abusi dei diritti umani diminuirono. Altri problemi connessi ai diritti umani erano la limitazione della libertà di parola, di stampa, di associazione, di riunione e dei movimenti; la violenza e la discriminazione contro le donne; la mutilazione genitale femminile o infibulazione. I diritti dei lavoratori erano colpiti, dato che il governo continuava a interferire con le organizzazioni sindacali restringendo la libertà di associazione e di movimento per i lavoratori.
Dopo il suo avvento al potere nel giugno 1998, il governo di Abubakar fece numerosi ed importanti passi verso il ripristino dei diritti dei lavoratori e della libertà di associazione per i sindacati, che erano stati fortemente colpiti tra il 1993 e il 1998 sotto il regime di Abacha. Il governo di Abubakar rilasciò due importanti leader di sindacati del settore petrolifero che erano stati imprigionati, Frank Kokori e Milton Dabibi; abolì due decreti che avevano rimosso i leader eletti del Nigeria Labour Congress e delle associazioni sindacali del settore petrolifero; permise quindi nuove libere elezioni per queste cariche.

## La transizione verso il governo dei civili sotto Abubakar

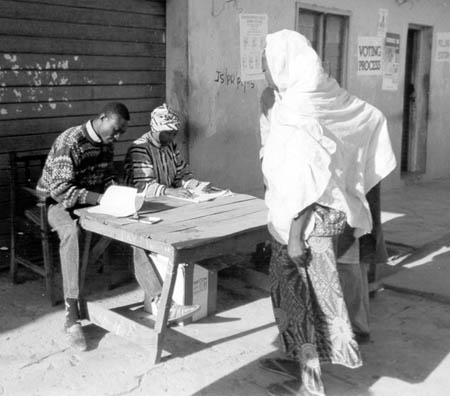
Elezioni presidenziali del 1999

Abacha, che certamente sarebbe stato eletto come presidente civile del paese nelle elezioni del 1º ottobre 1998, morì improvvisamente di infarto l'8 giugno dello stesso anno. Fu sostituito dal Generale Abdulsalami Abubakar, che era il terzo nella catena di comando dopo l'arresto di Diya. Il PRC, guidato dal nuovo capo di Stato Abubakar, modificò le sentenze di coloro che erano stati accusati e condannati per i presunti tentativi di colpo di Stato nel 1997 e a luglio del 1998. Nel marzo 1999, Diya e altri 54 accusati o detenuti per i golpe del 1990, 1995 e 1997 furono rilasciati. A seguito della morte del precedente capo di Stato Abacha in giugno, la Nigeria rilasciò quasi tutti i prigionieri politici, incluso Abiola, che ancora rivendicava il proprio diritto alla presidenza, e che a sua volta morì nell'agosto dello stesso anno, subito dopo essere uscito di prigione.
Sia durante il governo di Abacha, che durante quello di Abubakar, l'organo principale nel governo della Nigeria fu il Provisional Ruling Council (PRC), composto da soli militari, che governava per decreto. Il PRC sorvegliava il consiglio federale esecutivo di 32 membri, composto da civili e militari. Mancando ancora la promulgazione della costituzione scritta dalla conferenza costituzionale del 1995, il governo osservò le disposizioni delle costituzioni del 1979 e 1989. Né Abacha, né Abubakar tolsero il decreto che aveva sospeso la costituzione del 1979, e la costituzione del 1989 non venne completata. L'autorità e l'indipendenza del potere giudiziario fu limitata in maniera significativa durante l'era di Abacha dal regime militare che si arrogava il potere giudiziario e la proibizione di qualsiasi giudizio da parte di una corte giudicante sulle proprie azioni. Il sistema giudiziario continuò ad essere afflitto dalla corruzione e dalla mancanza di risorse dopo la morte di Abacha. Nel tentativo di alleviare questi problemi, il governo di Abubakar aumentò le paghe dei dipendenti pubblici del settore e fece altre riforme.
Nell'agosto del 1998, il governo di Abubakar nominò la Commissione elettorale indipendente nazionale (INEC) per condurre elezioni per i consigli dei governi locali, delle assemblee statali e dei governatori, dell'assemblea federale e del presidente. L'INEC tenne con successo queste elezioni il 5 dicembre 1998, il 9 gennaio 1999, il 20 e 27 febbraio 1999. Per le elezioni locali, fu garantita la partecipazione ad un totale di nove partiti, solamente tre dei quali però avevano le caratteristiche richieste per partecipare alle successive elezioni statali. Questi partiti erano il People's Democratic Party (PDP), l'All Peoples Party (APP), e l'Alliance for Democracy (AD) di formazione preponderantemente Yoruba. L'ex capo di Stato militare Olusegun Obasanjo, liberato di prigione da Abubakar, si presentò come candidato civile e vinse le elezioni presidenziali. Ci furono irregolarità nel voto, e il candidato sconfitto Chief Olu Falae, portò i risultati elettorali e la vittoria di Obasanjo davanti ai tribunali.
Prima del 29 maggio 1999, giorno in cui il nuovo presidente civile entrò in carica, il PRC promulgò una nuova costituzione basata largamente sulla costituzione del 1979. La costituzione includeva disposizioni su un'assemblea nazionale bicamerale, formata da una Casa dei rappresentanti di 360 membri, e un Senato di 109 membri. Agli organi esecutivi e all'ufficio del presidente venivano garantiti forti poteri federali. Le istituzioni giudiziarie e rappresentative, avendo subito per anni le intrusioni del potere militare, dovettero essere ricostruite dalle fondamenta.

## L'amministrazione Obasanjo

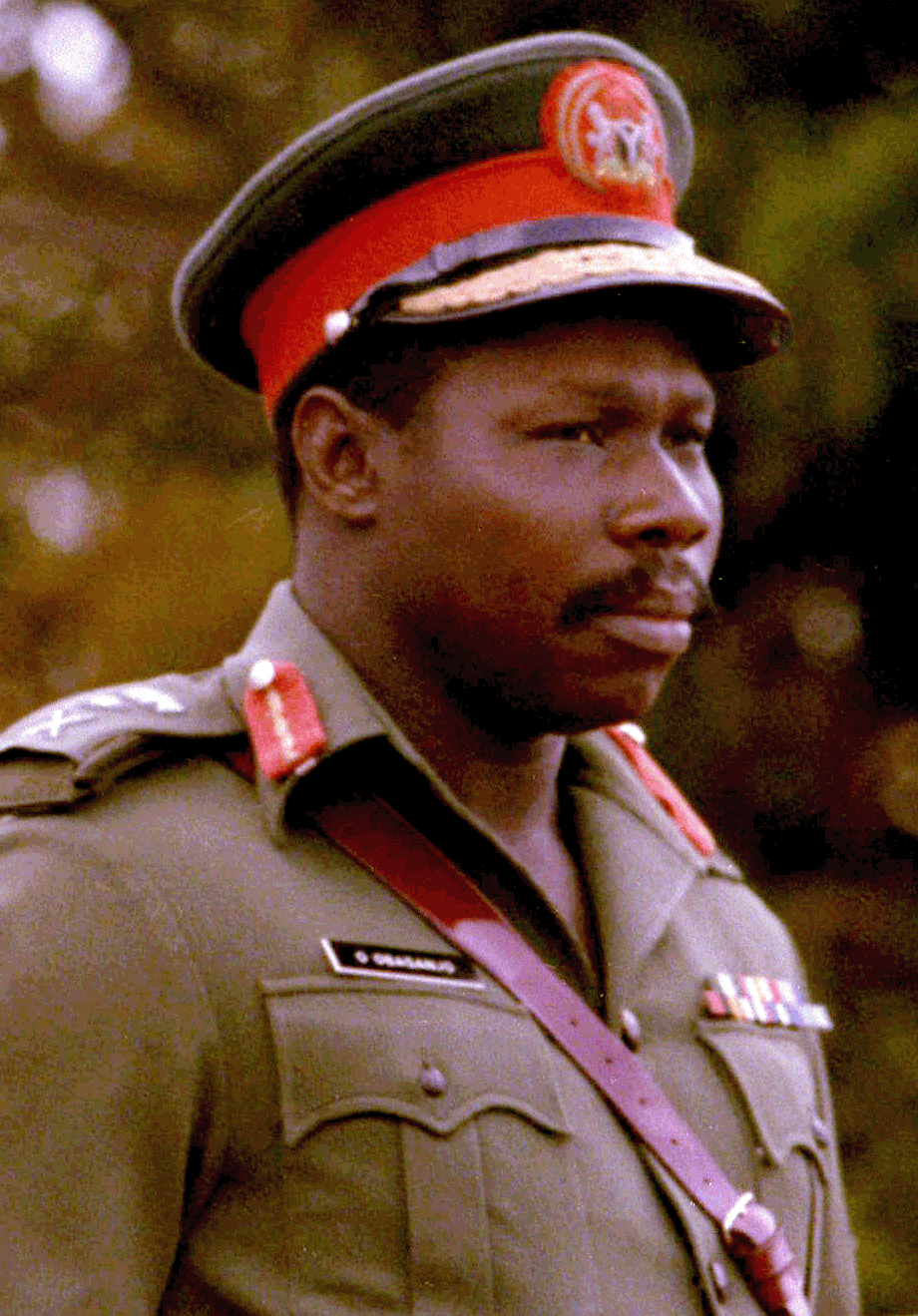
Olusegun Obasanjo

L'emergere di una Nigeria democratica nel 1999 pose fine a 16 anni consecutivi di governo militare. Olusegun Obasanjo divenne la guida di un paese che soffriva di stagnazione economica e del deterioramento della maggior parte delle sue istituzioni democratiche. Obasanjo, un ex generale, fu apprezzato per le sue azioni contro la dittatura di Abacha, il suo impegno a restituire il potere ai civili nel 1979, e la sua convinzione di rappresentare tutti i Nigeriani, indipendentemente dalla loro religione.
Il nuovo presidente prese in consegna un paese che affrontava molti problemi, tra i quali una burocrazia inefficiente, infrastrutture collassate, e un esercito che chiedeva un riconoscimento per avere lasciato pacificamente le leve del potere. Il presidente si mosse rapidamente e licenziò centinaia di militari che avevano tenuto posizioni politiche, stabilì una commissione di indagine per investigare sulle violazioni di diritti umani, ordinò il rilascio di un gran numero di persone che erano imprigionate senza accuse provate, e rescisse un gran numero di contratti di licenza discutibili che erano stati precedentemente stipulati dai governi militari. Il governo si mosse inoltre per avere la restituzione di milioni di dollari nascosti in conti segreti all'estero.
La maggior parte dei leader della società civile e dei cittadini nigeriani videro un marcato miglioramento nella gestione dei diritti umani e nella pratica democratica sotto il comando di Obasanjo. Anche la libertà di stampa ha raggiunto livelli mai conquistati prima. Man mano che la Nigeria sperimenta la rappresentanza democratica, ci sono stati conflitti tra il ramo esecutivo e quello legislativo su una serie di proposte di legge. Un segno del funzionamento del federalismo è stata la visibile crescita di importanza dei governatori degli stati e i conseguenti attriti tra i governi statali e quello federale sulla allocazione delle risorse.
Il governo Obasanjo si è trovato fin dal principio a dover affrontare problemi per le violenze interetniche. Nel maggio 1999 scoppiarono violente dimostrazioni nello Stato di Kaduna a causa di lotte per la successione ad un emiro; il risultato furono più di 100 vittime. Nel novembre 1999, l'esercito distrusse la città di Odi, nello Stato di Bayelsa e uccise un gran numero di civili per vendicare l'uccisione di 12 poliziotti da parte di una banda di malviventi locali. A Kaduna, nel febbraio-maggio 2000 più di 1.000 persone sono morte durante gli scontri per l'introduzione della Shari'a fra le leggi dello Stato. Centinaia di persone di etnia Hausa furono quindi uccise nel sud della Nigeria per rappresaglia. Nel settembre 2001, più di duemila persone furono uccise in scontri inter religiosi a Jos. Nell'ottobre 2001, centinaia di persone vennero uccise e migliaia dovettero lasciare le proprie case a causa di violenze inter etniche che si allargarono nella zona centrale del paese, tra gli Stati di Benue, Taraba e Nassarawa. Il 1º ottobre 2001, il presidente Obasanjo annunciò la creazione di una Commissione di sicurezza nazionale per cercare di limitare queste violenze. Attualmente la Nigeria ha tre partiti politici di primaria importanza.
Il nuovo presidente deve affrontare il compito di ricostruire un'economia basata sul petrolio, le cui entrate si sono negli anni perse a causa di corruzione e cattiva gestione, e istituzionalizzare la democrazia. Inoltre, l'amministrazione Obasanjo deve limitare le tensioni etniche e religiose per potere costruire le basi per una crescita economica e per la stabilità politica e si trovò coinvolta nel conflitto del delta del Niger.